# Quingey
Quingey é uma comuna francesa na região administrativa de Borgonha-Franco-Condado, no departamento de Doubs. Estende-se por uma área de 8,55 km². Em 2010 a comuna tinha 1 448 habitantes (densidade: 169,4 hab./km²).